# Magelona crenulata
Magelona crenulata är en ringmaskart som beskrevs av Bolivar och Lana 1986. Magelona crenulata ingår i släktet Magelona och familjen Magelonidae. Inga underarter finns listade i Catalogue of Life.